# Dorfkirche Gersdorf (Falkenberg/Mark)

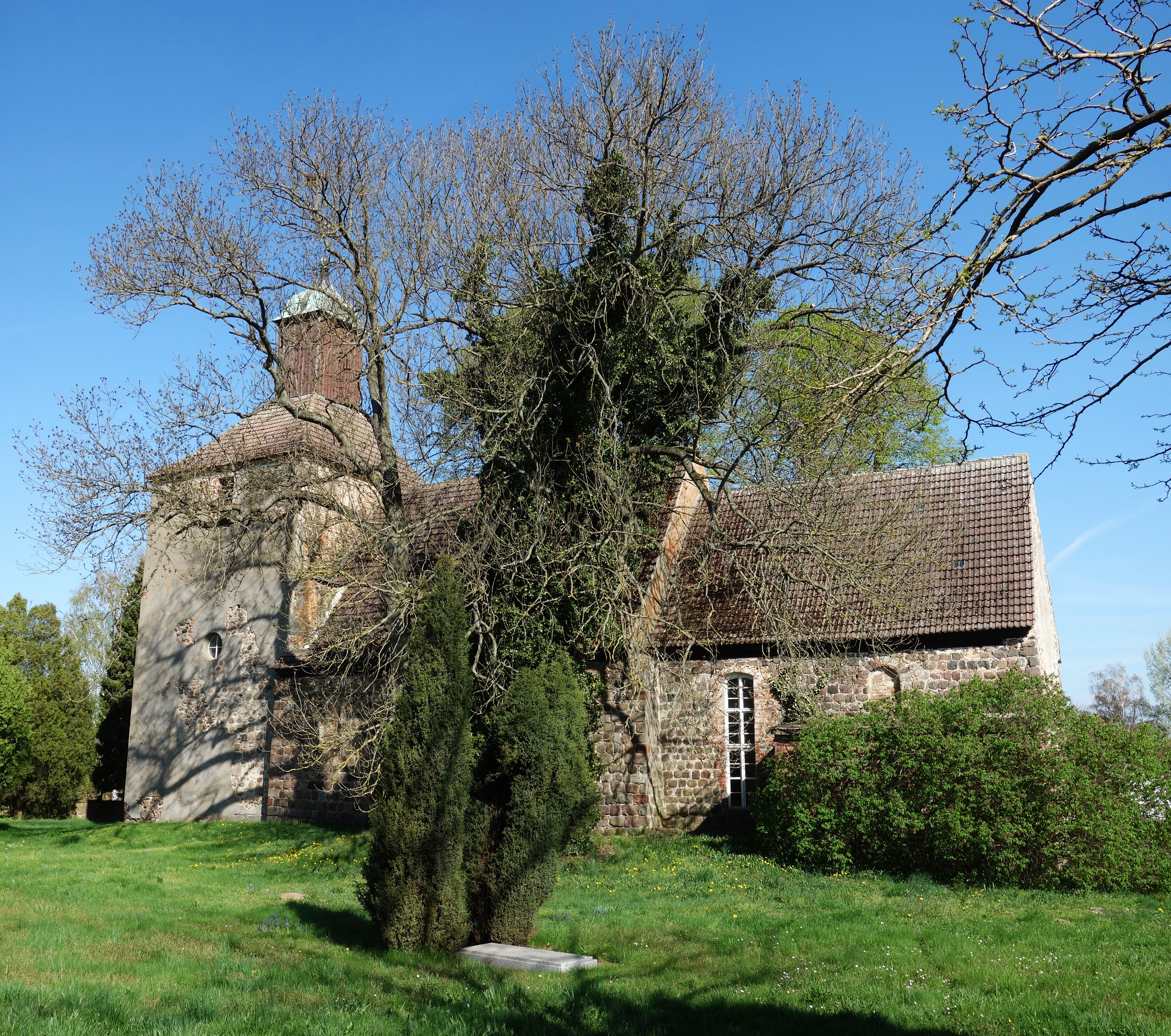
Dorfkirche Gersdorf

Die evangelische, denkmalgeschützte Dorfkirche Gersdorf steht in Gersdorf, einem Ortsteil der Gemeinde Falkenberg im Landkreis Märkisch-Oderland in Brandenburg. Die Kirchengemeinde gehört zum Kirchenkreis Barnim der Evangelischen Kirche Berlin-Brandenburg-schlesische Oberlausitz.

## Beschreibung
Die Feldsteinkirche aus einem Langhaus und einem eingezogenen, gerade geschlossenem Chor im Osten wurde Mitte des 13. Jahrhunderts gebaut. Der Kirchturm im Westen, dessen Wände aus Feldsteinen verputzt sind, wurde 1699 angefügt. Auf sein Pyramidendach wurde 1744 ein hölzerner Aufsatz gesetzt, der mit einer Glockenhaube bedeckt ist. 
Der Innenraum des Langhauses, der mit einer Flachdecke überspannt ist, hat Emporen an drei Seiten. Zur Kirchenausstattung gehört ein Kanzelaltar, der 1772 errichtet wurde. Auf seiner Rückseite befindet sich ein die Kreuzigung darstellendes Gemälde, das ursprünglich zu einem anderen Altar gehörte. Die Orgel mit 10 Registern, einem Manual und Pedal wurde um 1853 von Georg Mickley gebaut und 1911 von Albert Kienscherf instand gesetzt. Die 1917 abgegebenen Prospektpfeifen wurden 1930 von Karl Gerbig in Zink ersetzt. 2014 machte die Eberswalder Orgelbauwerkstatt zwei Register wieder spielbar.